# Campeonato Europeo de Vóley Playa de 2016
El XXIV Campeonato Europeo de Vóley Playa se celebró en Biena (Suiza) entre el 1 y el 5 de junio de 2016 bajo la organización de la Confederación Europea de Voleibol (CEV) y la Federación Helvética de Voleibol.
Las competiciones se realizaron en la Beach Arena, una instalación provisional ubicada a la orilla del lago de Biel, al lado del puerto de la ciudad suiza.

## Medallistas
| Evento            | Oro                                        | Plata                                                  | Bronce                                      |
| ----------------- | ------------------------------------------ | ------------------------------------------------------ | ------------------------------------------- |
| Masculino (05.06) | Paolo Nicolai · Daniele Lupo · Italia      | Konstantin Semionov · Viacheslav Krasilnikov · Rusia   | Grzegorz Fijałek · Mariusz Prudel · Polonia |
| Femenino (05.06)  | Laura Ludwig · Kira Walkenhorst · Alemania | Markéta Sluková · Barbora Hermannová · República Checa | Karla Borger · Britta Büthe · Alemania      |

## Medallero
| Núm. | País            | Oro | Plata | Bronce | Total |
| ---- | --------------- | --- | ----- | ------ | ----- |
| 1    | Alemania        | 1   | 0     | 1      | 2     |
| 2    | Italia          | 1   | 0     | 0      | 1     |
| 3    | República Checa | 0   | 1     | 0      | 1     |
| 3    | Rusia           | 0   | 1     | 0      | 1     |
| 5    | Polonia         | 0   | 0     | 1      | 1     |
|      | TOTAL           | 2   | 2     | 2      | 6     |